# Équipe d'Anguilla masculine de volley-ball
Cet article traite de l'équipe masculine. Pour l'équipe féminine, voir Équipe d'Anguilla féminine de volley-ball.
L'équipe d'Anguilla de volley-ball est composée des meilleurs joueurs anguillais sélectionnés par la Fédération anguillaise de Volleyball (Anguilla Volleyball Association, AVA). Elle est actuellement classée au 98e rang mondial par la Fédération internationale de volley-ball au 15 janvier 2010.

## Sélection actuelle
Sélection pour les qualifications aux Championnats du monde 2010.
Entraîneur : Winston Duncan 

## Palmarès et parcours

### Palmarès
Néant.